# Gambierdiscus
Gambierdiscus és un gènere d'algues dinoflagel·lades que poden causar la toxina de la ciguatera. Hi ha més de 40 espècies de Gambierdiscus que encara no han estat classificades.